# Университет Гифу
Университет Гифу (яп. 岐阜大学 Гифу дайгаку) — один из государственных университетов в Японии. Его кампус находится в Янагидо, Гифу, в префектуре Гифу.

## История
Университет Гифу был образован в 1949 году путём слияния трёх государственных высших школ, одной из которых была Школа сельского и лесного хозяйства Гифу (яп. 岐阜農林専門学校 Гифу норин сэммон гакко:), основанная в 1923 году. Две другие школы (осн. в 1873 и в 1922 годах), были учебными заведениями широкого профиля обучения. Первоначально в новом университете было лишь 2 факультета — свободных искусств и сельскохозяйственный. Затем, в результате объединения с местным префектурным университетом здесь открываются факультеты инженерный (в 1952 году) и медицинский (в 1964 году). В 1981 году в Янагидо строится новый университетский кампус, и все факультеты (за исключением медицинского) в нём размещаются. В 2004 году сюда переезжает и медицинский факультет вместе с университетской больницей.
В мае 2008 года в университете Гифу обучалось 7530 студентов.

## Факультеты
В настоящее время университет Гифу состоит из следующих факультетов:
- Педагогический факультет
- Факультет изучения регионов Японии
- Медицинский факультет
- Факультет инженерных наук
- Факультет прикладной биологии (ранее — сельскохозяйственный).